# Marco Aro
Marco Aro, född 1971, är svensk sångare i musikgrupperna Face Down, The Haunted samt i Jesper Strömblads band The Resistance. Första albumet med Face Down, Mindfield gavs ut av Roadrunner Records 1995 och senaste albumet The Will to Power släpptes  2005 av Black Lodge Records. Aro återvände till The Haunted efter några års frånvaro under 2013.

## Diskografi

### Med The Haunted
- The Haunted Made Me Do It – 2000
- Live Rounds in Tokyo – 2001
- One Kill Wonder – 2003
- Eye of the Storm (EP) – 2014
- Exit Wounds – 2014

### Med Face Down
- Demo 1 (demo) – 1994
- Mindfield – 1995
- The Twisted Rule the Wicked – 1998
- Promo Demo (demo) – 2004
- The Will to Power – 2005
- Think Twice (split) – 2008

### Med The Resistance
- Rise from Treason (EP) – 2013
- Scars – 2013